# Compendium of Chemical Terminology
Compendium of Chemical Terminology est un livre publié par l'Union internationale de chimie pure et appliquée (IUPAC) contenant les définitions internationalement acceptées pour les termes de chimie. Les travaux sur la première édition ayant été initiés par le chimiste Victor Gold, ce livre est souvent appelé le Gold Book.
La première édition du livre date de 1987  (ISBN 0-63201-765-1) et la seconde  (ISBN 0-86542-684-8), éditée par A. D. McNaught et A. Wilkinson, date de 1997. Une version légèrement étendue du Gold Book est également consultable librement en ligne. Des traductions du livre en français, espagnol et polonais ont aussi été publiées.